# Андреево (Городокский район)
Андреево — деревня в Городокском районе Витебской области Белоруссии. Входит в состав Межанского сельсовета.
Находится примерно в 7 верстах к северо-востоку от деревни Рудня.

## Население
- 1999 год — 16 человек
- 2013 год — 2 человека [3]
- 2019 год — 4 человека[1]